# Aarón Irízar López
Aarón Irízar López (n. Guamúchil, Sinaloa, 28 de febrero de 1950) es un político mexicano. Se ha desempeñado como senador de la República en la LXII Legislatura del Congreso de la Unión, Presidente Municipal de Culiacán de 2005 a 2007, así como diputado federal en 2 periodos: el primero, de 2000 a 2003 y, el segundo, de 2009 a 2012. Es miembro del Partido Revolucionario Institucional desde 1968.